# نبيلة باثان
نبيلة باثان كاتبة بريطانية مسلمة ومذيعة تعمل في بريطانيا، وتعمل في قناة press tv وتقدم برنامج يومي بعنوان صوت المرأة ولها مدونة (بداية الكلمة word play) وكاتبة في كومون غراوند الإخبارية.